# 阿主南寺
阿主南寺（あずなじ）は静岡県島田市身成にある寺院。山号は慈眼山（じげんざん）。本尊は千手観音。神亀5年（728年）に行基が本尊千手観音菩薩を自ら彫刻安置し開基した、康和5年（1103年）に興教大師覚鑁により堂宇が建立されたと伝わる。

## 歴史
神亀5年（728年）に行基菩薩が現在の島田市川根町身成の地を訪れ、千手観音像を奉納して庵を開かれたのが、寺の興りと伝えられる。
康和5年（1103年）興教大師・覚鑁の手で堂宇が建立されたが、武田・今川の戦いで焼失し慶長3年（1598年）桂岩昌の手で再建された。
近年廃寺の危機にあったが、地元信徒と現住職らの努力で、本堂・庫裏が修復され現在山門と鐘楼が再建された。

## 概要
国文学研究資料館にある寺院明細帳静岡県（三）志太郡、静岡県管轄下に身成における寺院明細帳に由緒として「神亀三年行基菩薩が本尊を彫刻して此の地に安置し、後康和五年興教大師覚鑁堂舎を建立す」とある。
また文化9年（1812年）にまとめられた大井川源紀行はまつづらの抄に「寺号は慈眼山（じげんざん）阿主南（あずな）寺。本堂は本尊、千手観音、行基大士の作。金剛力士は運慶の作。中略、抑も当時のむかしを聞に、行基諸国練行の時、此山を草創し給ひ、古は伽藍も巍巍たる事にありしが、後世衰廃し、また野火のため焼亡、金剛力士央焼たり。後、再建の諸堂も盡く大破にて、あさましき形勢なり」とある。
武田今川の戦いで度々焼け落ちその後、慶長3年（1599年）に再建されたが、第二次世界大戦中に鐘を戦時拠出、また本尊の度々の盗難や、寺の権利問題で寺は衰退していった。平成8年（1996年）から現住職を中心に再興に取り組む。平成16年（2004年）に本堂庫裏の修復が完了。平成25年（2013年）山門と鐘楼が新たに完成した。毎月最終日曜日に定例月参りが行われている。

## 境内
本堂は慶長3年（1599年）再建された物を平成16年（2004年）に修復、庫裏も同時に修復された。山門、鐘楼は平成25年（2013年）に再建された。本尊千手観音は三代目のものが奉られている。金剛力士像は運慶作と伝わる、武田今川の戦いで火難に遭い焼け焦げたまま大切に奉られている。

## 周辺
慈眼山の名前の由来。山から湧く水で目を洗うと良いという謂れがあり目を慈しむ水「慈眼水」と呼ばれていた。その水が湧く山として「慈眼山」の名が付いたと伝わる。

## 所在地
静岡県島田市身成3998